# Saison 2 de Love, Victor
 (juin 2021).
Si vous disposez d'ouvrages ou d'articles de référence ou si vous connaissez des sites web de qualité traitant du thème abordé ici, merci de compléter l'article en donnant les références utiles à sa vérifiabilité et en les liant à la section « Notes et références ».
Chronologie
Saison 1 Saison 3
Cet article présente le guide des épisodes de la deuxième saison de la série télévisée américaine Love, Victor.

## Synopsis
Après avoir fait son coming-out à ses parents, Victor passe l'été avec Benji, qui est officiellement son petit-ami, ainsi qu'avec Felix et Lake. Néanmoins, sa relation avec sa mère a complètement changé, Isabel ayant beaucoup de mal à accepter que son fils soit homosexuel.
Avec l'arrivée de la rentrée, Victor doit maintenant se préparer à retrouver Mia mais également à faire son coming-out au lycée. Cette année va être très différente pour l'adolescent qui va enfin pouvoir arrêter de se cacher.

## Généralités
- Aux États-Unis, la saison a été mise en ligne intégralement le 11 juin 2021 sur le service Hulu.
- Au Canada et dans les pays francophones, elle est diffusée depuis le 18 juin 2021 sur le service Disney+, via la chaîne virtuelle Star.

## Distribution

### Acteurs principaux
- Michael Cimino (VF : Julien Crampon) : Victor Salazar
- Rachel Hilson (VF : Justine Berger) : Mia Brooks
- Anthony Turpel (VF : Oscar Douieb) : Felix Westen
- Bebe Wood (VF : Maryne Bertieaux) : Lake Meriwether
- Mason Gooding (VF : Jim Redler) : Andrew Spencer
- George Sear (VF : Clément Moreau) : Benjamin « Benji » Campbell
- Isabella Ferreira (VF : Ludivine Maffren) : Pilar Salazar
- Mateo Fernandez (VF : Emmylou Homs) : Adrian Salazar
- James Martinez (en) (VF : Marc Arnaud) : Armando Salazar
- Ana Ortiz (VF : Véronique Alycia) : Isabel Salazar

Crédité dans la distribution principale uniquement lors du générique de fin et dans les épisodes où son personnage est présent, Nick Robinson prête sa voix à Simon Spier. Il apparaît également physiquement dans le dixième épisode.

### Acteurs récurrents
- Mekhi Phifer : Harold Brooks
- Sophia Bush (VF : Barbara Delsol) : Veronica
- Charlie Hall (VF : Aurélien Raynal) : Kieran
- AJ Carr (VF : Antoine Ferey) : Teddy
- Betsy Brandt (VF : Claire Guyot) : Dawn Westen
- Ava Capri (VF : Alexia Papineschi) : Lucy
- Anthony Keyvan (VF : Alexis Gilot) : Rahim
- Julie Benz : Shelby

### Invités
- Beth Littleford (VF : Martine Irzenski) : Sarah
- Leslie Grossman (VF : Juliette Poissonnier) : Georgina Meriwether
- Abigail Killmeier (VF : Zina Khakhoulia) : Wendy
- Andy Richter (VF : Jacques Bouanich) : le coach Ford
- Will Ropp (en) : Wyatt
- Daniel Croix (VF : Martin Faliu) : Tyler
- Lukas Gage (VF : Hugo Brunswick) : Derek
- Kevin Rahm (VF : Pierre Tessier) : Mr. Campbell
- Embeth Davidtz (VF : Laurence Bréheret) : Ms. Campbell
- Nicholas Hamilton (VF : Anthony Carter) : Charlie

### Invités deLove, Simon
- Josh Duhamel (VF : Alexis Victor) : Jack Spier (épisode 3)

## Épisodes

### Épisode 1:Parenthèse d’été
- États-Unis : 11 juin 2021 sur Hulu
- reste du  : 18 juin 2021 sur Disney+

### Épisode 2:La Rentrée
- États-Unis : 11 juin 2021 sur Hulu
- reste du  : 25 juin 2021 sur Disney+

### Épisode 3:De cause à effet
- États-Unis : 11 juin 2021 sur Hulu
- reste du  : 2 juillet 2021 sur Disney+

### Épisode 4:Escapade amoureuse
- États-Unis : 11 juin 2021 sur Hulu
- reste du  : 9 juillet 2021 sur Disney+

### Épisode 5:Trouver sa place
- États-Unis : 11 juin 2021 sur Hulu
- reste du  : 16 juillet 2021 sur Disney+

### Épisode 6:Sincèrement, Rahim
- États-Unis : 11 juin 2021 sur Hulu
- reste du  : 23 juillet 2021 sur Disney+

### Épisode 7:Une table pour quatre
- États-Unis : 11 juin 2021 sur Hulu
- reste du  : 30 juillet 2021 sur Disney+

### Épisode 8:Le lendemain
- États-Unis : 11 juin 2021 sur Hulu
- reste du  : 6 août 2021 sur Disney+

### Épisode 9:L’école buissonnière
- États-Unis : 11 juin 2021 sur Hulu
- reste du  : 13 août 2021 sur Disney+

### Épisode 10:Ferme les yeux
- États-Unis : 11 juin 2021 sur Hulu
- reste du  : 20 août 2021 sur Disney+